# Fontet
Fontet ist eine Gemeinde im französischen Département Gironde. Sie gehört zum Kanton Le Réolais et Les Bastides im Arrondissement Langon.

## Geografie
Der Canal latéral à la Garonne bildet teilweise die Grenze zum nördlich gelegenen La Réole und vollumfänglich zu Bourdelles im Nordosten. Die weiteren Nachbargemeinden sind Hure im Osten, Noaillac im Südosten, Loupiac-de-la-Réole im Südwesten, Blaignac im Westen und Floudès im Nordwesten.

## Bevölkerungsentwicklung
| Jahr      | 1962 | 1968 | 1975 | 1982 | 1990 | 1999 | 2008 | 2015 |
| --------- | ---- | ---- | ---- | ---- | ---- | ---- | ---- | ---- |
| Einwohner | 675  | 626  | 636  | 672  | 715  | 732  | 736  | 808  |

## Sehenswürdigkeiten
- Kirche Saint-Front, Monument historique

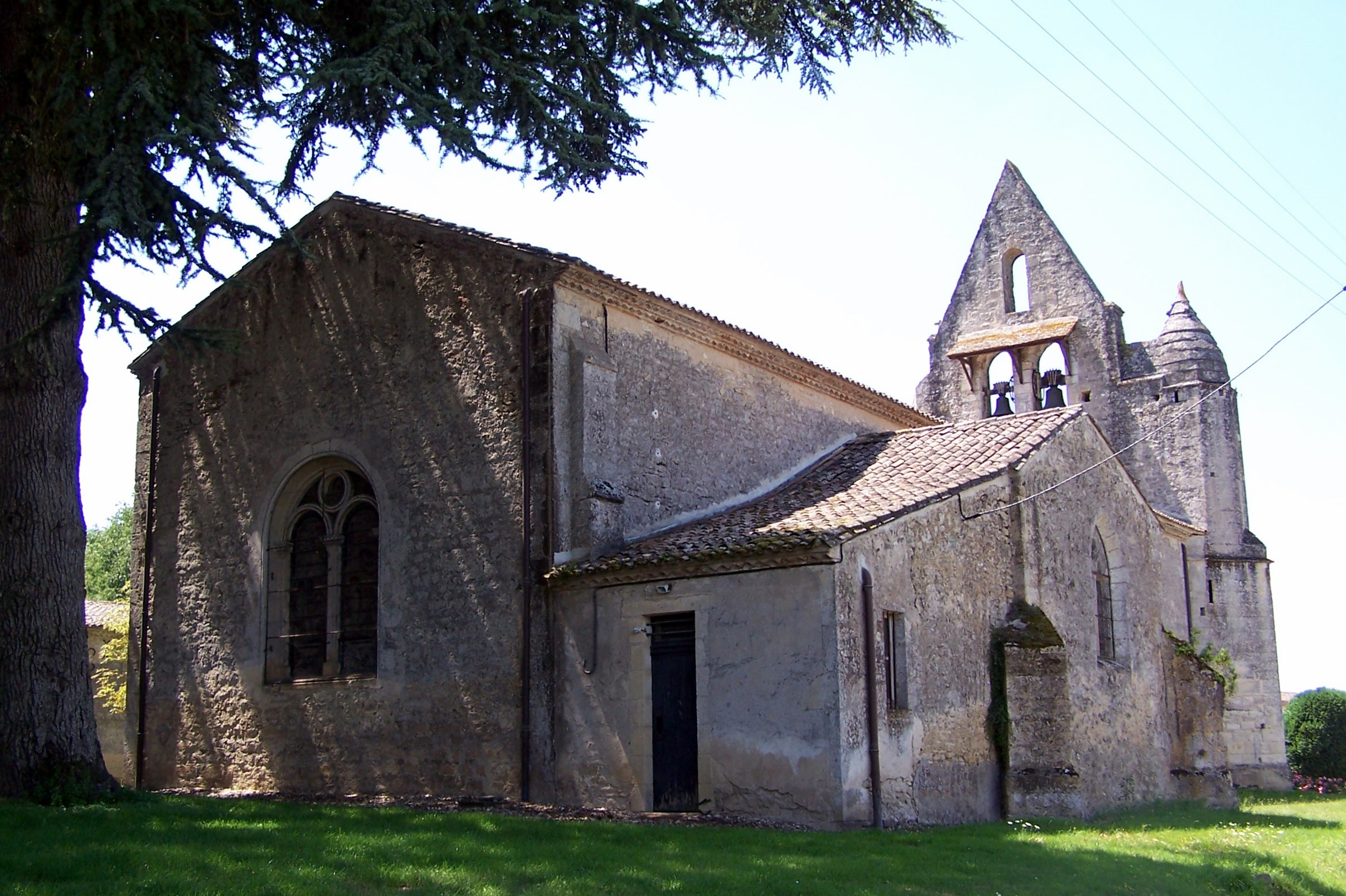
Kirche Saint-Front

- Flurkreuz
- Kriegerdenkmal
- Waschhaus
- Taubenturm aus dem 17. Jahrhundert